# سبک زندگی وسترن
سبک زندگی وسترن یا فرهنگ کابویی، سبک زندگی یا رفتارگرایی، ناشی از تأثیر نگرش‌ها، اخلاق و تاریخچه (اغلب رمانتیک) کابوی‌های غربی آمریکایی است.  در عصر حاضر این تأثیرات بر این بخش از جمعیت در انتخاب تفریح، پوشاک و مصرف کالا تأثیر می‌گذارد.

## ریشه‌ها
خاستگاه فرهنگ گاوچران به اسپانیایی ها برمی‌گردد که در نیومکزیکو و بعداً در تگزاس ساکن شدند و گاو آوردند.  قبل از قرن ۱۹ دامداران عمدتاً اسپانیایی بودند در حالی که کسانی که در آن کار می کردند بومیان سرخپوست بودند. در اواخر دهه ۱۸۰۰، از هر سه گاوچران، یک نفر مکزیکی بود و نمادهای نمادین کلاه، باندانا، خار، رکاب، لاریات و کمند را به سبک زندگی وارد کرد.  با حرکت به سمت غرب، بسیاری از قومیت‌های متمایز به ارمغان آورد که همگی با سنت‌های فرهنگی خاص خود بودند. آمریکایی‌های ولزی، به عنوان یک نمونه، در ولز سابقه گاوداری و گوسفندرانی داشتند که به خوبی در دامداری گنجانده شده بود.

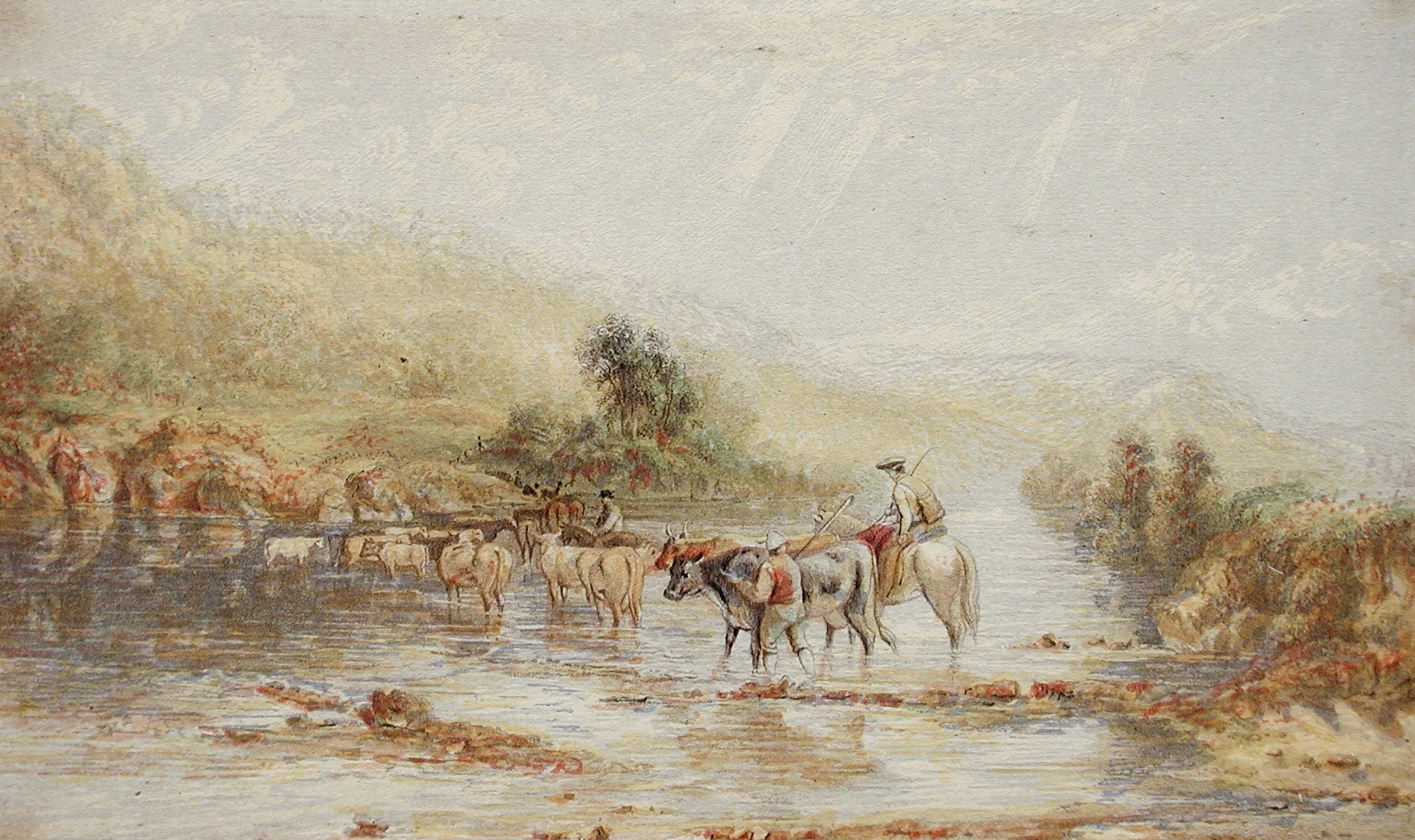
گاوچرانان ولزی

## رمان‌های کیلویی
با شروع دهه ۱۸۶۰، رمان‌های کیلویی شروع به به انتشار داستان‌های اشتباه و بسیار رمانتیک از غرب کردند و علاقه عموم را به تجارت و زندگی در غرب می‌سی‌سی‌پی رشد دادند. 

## رادیو، فیلم و تلویزیون
در طول قرن بیستم، رادیو، فیلم و تلویزیون تأثیر عمیقی بر مد و آداب و رسومی گذاشتند که پایه و اساس معنای زندگی غربی را بنا نهادند، با این حال بیشتر اینها بیشتر زرق و برق و زرق و برق هالیوود بود تا روایت تاریخی. 

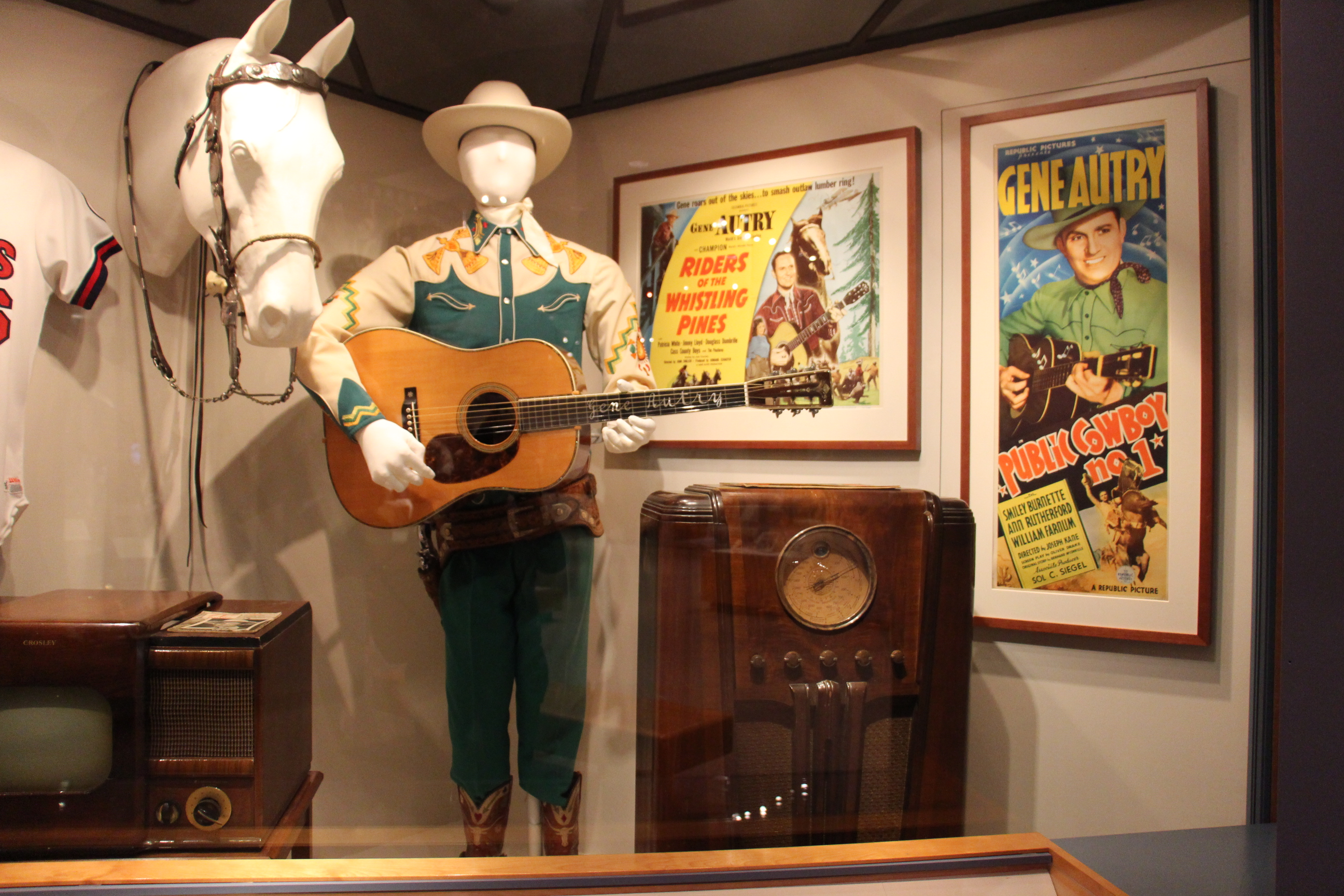
نمایش یادگارهای جین آتری

## احیاء
در دهه ۱۹۸۰، به دنبال شهرنشینی بسیاری از جمعیت تگزاس، احیای قابل توجهی از فرهنگ گاوچران با ایجاد تعدادی از سازمان‌ها برای حفظ آن، از جمله انجمن فرهنگ کابوی آمریکا، رخ داد. 

## مشاهیر
فهرست زیر فهرستی از افراد برجسته ای است که در آغاز قرن بیستم در سبک زندگی غربی زندگی می‌کردند یا در حال زندگی هستند. این فهرست شامل کسانی نمی‌شود که در قرن نوزدهم زندگی می‌کردند و در جایی زندگی می‌کردند که غرب وحشی محسوب می‌شد و با هنجارهای غربی آن روز مشغول بودند.
برای قرار گرفتن در این لیست، فرد باید قابل توجه باشد و یا یک مقاله ویکی‌پدیا داشته باشد که نشان دهد او تحت تأثیر سبک زندگی غربی بوده یا تحت تأثیر قرار گرفته است یا باید منابعی داشته باشد که ادعای خود را نشان دهد. این فهرستی برای هنرمندان یا سرگرمی‌هایی نیست که نقش غربی را بازی می‌کردند یا موضوعی از هنر غربی خلق می‌کردند که فقط به آنها اعتبار داده می‌شد. به همین ترتیب، نه برای یک سیاستمدار است که فقط برای یک رویداد با کلاه گاوچرانی عکس گرفته است و نه برای یک سلبریتی که چکمه های کابویی به پا می کند. بسیاری از افراد موجود در این لیست در طبقه بندی های متعدد شرکت کرده اند و صرفاً تحت طبقه بندی که بیشتر شناخته شده اند قرار می گیرند.

### هنر
* رونالد ریگان